# Torres de la Alameda
Torres de la Alameda é um município da Espanha na província e comunidade autónoma de Madrid, de área 43,8 km² com população de 6881 habitantes (2007) e densidade populacional de 126,59 hab/km².

## Demografia
| Variação demográfica do município entre 1991 e 2004 | Variação demográfica do município entre 1991 e 2004 | Variação demográfica do município entre 1991 e 2004 | Variação demográfica do município entre 1991 e 2004 |
| --------------------------------------------------- | --------------------------------------------------- | --------------------------------------------------- | --------------------------------------------------- |
| 1991                                                | 1996                                                | 2001                                                | 2004                                                |
| 2953                                                | 3925                                                | 4791                                                | 5560                                                |